# Crise de l'énergie en Californie
La crise de l'énergie en Californie de 2000 et 2001 est une période lors de laquelle la Californie s'est trouvée en pénurie d'électricité au point de connaître d'importantes pannes de courant. 

## Causes
Les causes de cette pénurie sont multiples et cumulatives.
- Un déséquilibre du marché entre l'offre et la demande : bien que la Californie ait vu sa population augmenter de 13 % au cours des années 1990 et ait connu une forte croissance économique durant cette période de 10 ans, l'État n'a construit aucune nouvelle grande centrale électrique au cours de cette période.
- La dérégulation du marché : l'Energy Policy Act de 1992 a donné un pouvoir d'organisation du marché de l'énergie à la Federal Energy Regulatory Commission, qui n'a pas exercé de réel contrôle.
- La manipulation du marché : le courtier en énergie et en télécommunications Enron a gonflé artificiellement les prix en provoquant des congestions, artificielles, en exportant l'énergie de Californie puis  en la réimportant beaucoup plus cher[2].

L'ampleur de la panne a fortement contribué, en même temps qu'une dette publique importante, à la destitution du gouverneur en poste Gray Davis, battu en octobre 2003 par Arnold Schwarzenegger.

## Voir également
- Scandale Enron
- Liste de pannes de courant importantes